# Hichem Samandi
Hichem Samandi (arabe : هشام صمندي), né le 13 août 1986 à Tunis, est un escrimeur tunisien.
Aux Jeux olympiques d'été de 2012, il participe au sabre masculin, mais perd au premier tour.
Il est le frère jumeau de Mohamed Samandi et le frère de Sondes Samandi.

## Palmarès
- Médaille d'or aux championnats d'Afrique d'escrime 2013 au sabre individuel ;
- Médaille d'or aux championnats d'Afrique d'escrime 2012 au sabre par équipes ;
- Médaille d'or aux championnats d'Afrique d'escrime 2010 au sabre par équipes ;
- Médaille d'or aux championnats d'Afrique d'escrime 2008 au sabre par équipes ;
- Médaille d'or aux championnats d'Afrique d'escrime 2006 au sabre par équipes ;
- Médaille d'argent aux championnats d'Afrique d'escrime 2015 au sabre par équipes ;
- Médaille d'argent aux championnats d'Afrique d'escrime 2014 au sabre par équipes ;
- Médaille d'argent aux championnats d'Afrique d'escrime 2013 au sabre par équipes ;
- Médaille d'argent aux championnats d'Afrique d'escrime 2011 au sabre par équipes ;
- Médaille d'argent aux championnats d'Afrique d'escrime 2011 au sabre individuel ;
- Médaille d'argent aux championnats d'Afrique d'escrime 2010 au sabre individuel ;
- Médaille d'argent aux championnats d'Afrique d'escrime 2004 au sabre individuel ;
- Médaille d'argent aux championnats d'Afrique d'escrime 2004 au sabre par équipes ;
- Médaille d'argent aux Jeux africains de 2015 au sabre individuel ;
- Médaille d'argent aux Jeux africains de 2019 au sabre par équipes ;
- Médaille d'argent aux Jeux africains de 2015 au sabre par équipes ;
- Médaille d'argent aux Jeux africains de 2007 au sabre par équipes ;
- Médaille de bronze aux championnats d'Afrique d'escrime 2015 au sabre individuel ;
- Meilleur escrimeur de la zone Afrique aux qualifications des épreuves d'escrime aux Jeux olympiques d'été de 2012.